# Ian Hunter (especialista em efeitos visuais)
Ian Hunter é um especialista em efeitos visuais estadunidense. Venceu o Oscar de melhores efeitos visuais na edição de 2015 por Interstellar, ao lado de Scott R. Fisher, Paul Franklin e Andrew Lockley e em 2019 por First Man.